# Glutaman sodný
Glutaman sodný (též glutamát sodný, Glutasol, wei-su, wej-su, wej-ťin) je krystalická forma sodné soli kyseliny L-glutamové, jedné z přirozených aminokyselin obsažených v živých organismech. Je to bezbarvý krystalický prášek bez vůně a mírné masové chuti. Používá se v potravinářském průmyslu jako přídavná látka pro zvýšení intenzity chuti pokrmu. V EU se jako přidaná látka v potravinářských výrobcích povinně uvádí pod kódem E 621.
V USA je označován zkratkou MSG (z angl. Mono Sodium Glutamate) nebo vetsin. Prodává se též pod komerčními názvy G. T. M. Stress, Mey Yen nebo Akcent.

## Výskyt
Vyskytuje se ve všech živých organismech, většinou ve vázané formě jako součást proteinů. Lidské tělo syntetizuje v průměru asi 50 g glutamátu denně. V běžné potravě jej člověk denně ve vázané formě konzumuje asi 10 g a ve volné formě asi 1 g.[zdroj?]
Je obsažen i v přírodní potravě. Větší koncentrace (nad 0,1 %) se nacházejí zejména ve většině hub, kterým dávají charakteristickou chuť, dále v některých sýrech (zejména v parmezánu a rokfóru) a ve zralých rajčatech. Vysoké koncentrace se nacházejí v sójové omáčce a v polévkových kořeních. Výjimečně vysoký obsah má mořská řasa Laminaria japonica, kterou už od 5. stol. používali japonští kuchaři k ochucování pokrmů a která se ve velkém rozsahu pěstuje jak v Japonsku, tak v Číně.
V savčí nervové soustavě slouží kyselina glutamová jako neurotransmiter, který je rozeznáván receptorem pro glutamát, pro který je u člověka známo více než 20 různých genů.
Volný glutamát se vyskytuje v mateřském mléce žen v průměrně koncentraci 22 mg/100 g, hodnoty se u matek liší a zvyšují se s délkou kojení.
I když se už od roku 1909 tvrdí, že chuť glutamanu sodného je vedle čtyř základních chutí (sladká, hořká, slaná a kyselá) pátou chutí, pro kterou se používá název „umami“, odvozený z japonštiny (umai, česky chutný, delikátní), specifický receptor pro glutaman zodpovědný za rozpoznání chuti byl objeven až v roce 2000. Jedná se o sestřihovou variantu glutamátového receptoru mGluR4, tzv. taste-mGluR4.

## Výroba
Průmyslově se čistý glutamát sodný nejčastěji vyrábí z hydrolyzátu kvasinek, pěstovaných na substrátech obsahujících škrob (zejména brambory, mouka, cukrová řepa, melasa apod.). Získaná směs aminokyselin se dělí a čistá kyselina L-glutamová se částečně neutralizuje hydroxidem sodným
HOOC-CH(NH2)-CH2-CH2-COOH + NaOH → HOOC-CH(NH2)-CH2-CH2-COONa + H2O.

## Použití

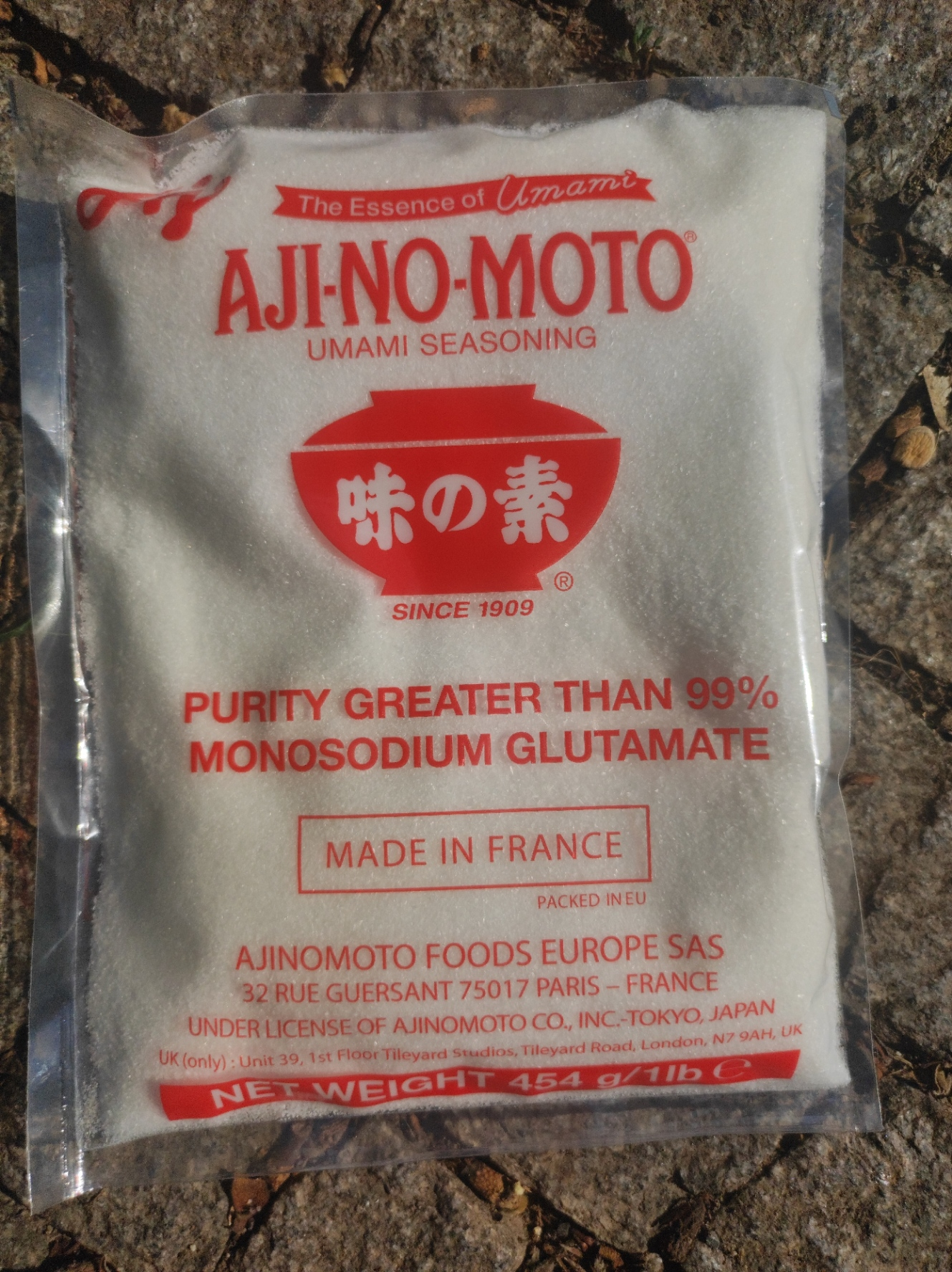
Glutaman pro potravinářské využití

Glutaman sodný je typickým dochucovadlem v asijské kuchyni, používá se však dnes na celém světě. V potravinách ho najdeme pod zkratkou E621 (příp. další verze E622 draselný, E623 vápenatý, E624 amonný, či E625 hořečnatý).
Vzhledem k tomu, že přidání glutamátu do potravin musí výrobce uvést na obalu, často se využívají přírodní zdroje bílkovin, ze kterých se kyselina glutamová uvolňuje částečným rozštěpením bílkoviny (vzniká hydrolyzát). Jedná se například o „výtažek z droždí“, „extrakt z pekařského droždí“, „bílkovinný hydrolyzát“, „kvasnicový extrakt“, „kvasnicový výtažek“, „rostlinný bílkovinný hydrolyzát“, „sojový bílkovinný hydrolyzát“,  „sojový hydrolyzát“, „sójový extrakt“, apod. Takže ačkoli je na takovém výrobku uvedeno bez přidaného glutamátu, hotový pokrm bude po uvaření volný glutamát zcela jistě obsahovat.

## Zdravotní rizika
V minulosti panovaly obavy z nežádoucích účinků glutamanu sodného na lidský organismus, avšak žádná studie je nedokázala nesporně prokázat. Tyto nežádoucí účinky, jako je zvracení, studený pot, ztuhlé svaly, migréna, bušení srdce či závratě, byly shrnuty pod název „Syndrom čínské restaurace“ anebo Kwokova nemoc, avšak není příliš jasné, zda za potíže Roberta Ho Man Kwoka, podle kterého je tento syndrom pojmenován, a ostatních návštěvníků čínských restaurací, může opravdu glutamát anebo jiné exotické přísady.
Při běžné konzumaci je glutamát sodný pravděpodobně bezpečný, tělo jej dokáže bez problémů metabolizovat. Bylo publikováno, že zcela bezproblémová hranice je 120 mg/kg hmotnosti člověka (mimo přirozený přísun v neupravených potravinách). Smrtelná dávka LD50 pro krysu je 16,6 g/kg orálně. Kupříkladu u kuchyňské soli jsou to 3 g/kg. Glutamát je tedy pro krysu podstatně méně toxický než běžná kuchyňská sůl. Glutamát se účastní činnosti centrálního nervového systému jako neurotransmiter, existuje proto spekulace, že vysoké a časté dávky v krevní plazmě mohou poškozovat mozek.[zdroj?] Podle některých zdrojů může vyvolávat rovněž záchvaty u určitých forem epilepsie.
Rozsáhlá studie uskutečněná pod záštitou Světové zdravotnické organizace (WHO) a Světové organizace pro zemědělství (FAO) (1987) však závažný vliv glutamátu na lidské zdraví nepotvrdila, a proto ani nestanovila bezpečnou horní hranici denní dávky jeho příjmu v potravě.

### EFSA
V červenci 2017 Evropský úřad pro bezpečnost potravin (EFSA) zveřejnil hodnocení bezpečnosti glutamátů a stanovil přijatelný denní příjem 30 mg/kg tělesné hmotnosti. Zároveň doporučil přezkoumat maximální limity pro glutamáty přidávané do potravin, např. pro jemné pečivo, polévky a bujóny, omáčky, maso a masné výrobky, koření a doplňky stravy.

## Historie
Poprvé glutaman sodný identifikoval jako základní chuťovou složku řasy  Laminaria japonica, po staletí používané v japonské kuchyni, profesor Kikunae Ikeda z Tokijské univerzity v roce 1908. Ten také o rok později navrhl jeho chuť označit za pátou chuť, kterou je schopen člověk rozlišit. Jeho objev vedl v Japonsku v roce 1909 k založení firmy Ajinomoto a k zahájení výroby prvního chemického ochucovadla potravy vůbec.[zdroj?]
V západních kuchyních se prakticky až do ukončení 2. světové války glutamát v kuchyni nepoužíval. Během bojů v Pacifiku si však američtí vojáci všimli, že ukořistěné japonské konzervované potraviny chutnají mnohem lépe než jejich vlastní a tím objevili glutamát pro americkou kuchyni.